# إنجي المقدم
إنجي المقدم (23 يوليو 1977 -)، ممثلة ومذيعة مصرية.

## عن حياتها
قدمت على أوربت برنامج «السلم والثعبان» حتى عام 2006 وفي نفس العام أتجهت للتمثيل ببطولة مسلسل أحمد إتجوز منى وفي عام 2007 شاركت في مسلسل لحظات حرجة كضيفة شرف، وهي الآن من مذيعات قناة أو تي في وتقدم برنامج مساءك سكر زيادة وأيضا برنامج صباحك سكر زيادة علي نفس القناة.
وقد قدمت أخيرا مسلسل حرمت يا بابا مع حسن حسني وهناء الشوربجي والذي لاقى قبول واعجاب الجماهير المصرية والعربية التي تابعت السيت كوم خلال شهر رمضان
وقد قامت في بداية عام 2012 بتقديم برنامج إذاعى على إذاعة نجوم إف إم تحت اسم «ست الستات» وذلك بالاشتراك مع المذيعة ريهام الشيخ.

## أعمالها

### المسلسلات
- وتر حساس :2024 - كاميليا
- قواعد الطلاق ال45 (The 45 Rules of Divorce) مقتبس من مسلسل دليل الصديقات للطلاق :2021-2022- فريدة مقتبس من أبي مكارثي
- ستات بيت المعادي :2021 - شيريهان
- الاختيار ج2:2021-نادية
- هجمة مرتدة :2021-نازلي
- لعبة النسيان:2020-بهيرة
- ولد الغلابة:2019-صفية
- حواديت الشانزليزيه:2019-عايدة
- ليالي أوجيني:2018-صوفيا
- اختيار إجباري:2017-ريهام
- لا تطفئ الشمس:2017-زيزي
- 30 يوم:2017-تغريد
- حكايات بنات (ج2، ج3):2017-خديجة
- شهادة ميلاد:2016-ريم
- نوايا بريئة:2016
- سقوط حر:2016-علا
- ظرف أسود:2015-إنجي
- ذهاب وعودة:2015-غادة
- الصندوق الأسود:2015-شهيرة
- فرق توقيت:2014-ضيفة شرف حلقة 1
- سرايا عابدين (ج1):2014-قمر/تاتيانا
- قلوب:2014-سارة
- هبة رجل الغراب (ج1، ج2):2014-لينا
- مكان في القصر:2014-شهيرة
- تحت الأرض:2013-منى وهبة خليف
- طرف ثالث:2012-نادين
- شربات لوز:2012-يمنى
- أبواب الخوف:2011-مها / ضيفة شرف حلقة 1
- حدوتة بعد النوم:2011
- سي عمر وليلى أفندي:2010-فيفى
- حرمت يا بابا (ج1، ج2):2009، 2010-ريهام
- أحمد إتجوز منى (ج1، ج2):2007-منى
- لحظات حرجة (ج1، ج2، ج3):2007، 2010، 2012-د.ليلى

### أفلام
- 11:11 :2022
- رأس السنة:2020-مريم
- المعدية:2014-إيمان

## وصلات خارجية
- إنجي المقدم على موقع IMDb (الإنجليزية)
- إنجي المقدم على موقع الدهليز
- إنجي المقدم على موقع قاعدة بيانات الأفلام العربية